# Elliot Anderson
Elliot Anderson (Whitley Bay, 30 dicembre 2002) è un calciatore inglese con cittadinanza scozzese, centrocampista del Nottingham Forest e della nazionale Under-21 inglese.

## Biografia
Suo nonno Geoff è stato a sua volta un calciatore professionista.

## Caratteristiche tecniche
Trova la sua collocazione ideale nel ruolo di centrocampista centrale, ruolo in cui abbina la sua qualità alla quantità. Grazie alle sue caratteristiche offensive, può avanzare il suo posizionamento nel ruolo di trequartista.

## Carriera

### Club

#### Gli inizi, Newcastle e parentesi al Bristol Rovers
Cresciuto nel settore giovanile del Newcastle United, l'8 novembre 2019 ha firmato il primo contratto professionistico con la società bianconera; dopo aver rinnovato con i Magpies, esordisce in prima squadra il 9 gennaio 2021, nella partita di FA Cup perso per 2-0 contro l'Arsenal.
Il 31 gennaio 2022 si trasferisce in prestito al Bristol Rovers, che trascina alla promozione in Football League One grazie alle otto reti segnate nella seconda parte di stagione. Rientrato al Newcastle, il 21 settembre seguente prolunga il proprio contratto fino al 2026.

#### Nottingham Forest
Il 1º luglio 2024 passa a titolo definitivo al Nottingham Forest per 41,2 milioni di euro, sottoscrivendo un contratto fino al 30 giugno 2029. Il 19 gennaio 2025 realizza il suo primo goal con la nuova maglia, nella vittoria per 3-2 contro il Southampton. Il 21 aprile torna decisivo con un goal per la vittoria contro il Tottenham sul risultato di 1-2, contribuendo cosi al ritorno del Nottingham Forest al terzo posto in classifica.

### Nazionale
Ha giocato nelle nazionali giovanili scozzesi Under-16, Under-17, Under-18 ed Under-21.
Il 28 agosto 2023 viene convocato per la prima volta in nazionale maggiore.

## Statistiche

### Presenze e reti nei club
Statistiche aggiornate al 25 ottobre 2022.
| Stagione                | Squadra                 | Campionato              | Campionato | Campionato | Coppe nazionali | Coppe nazionali | Coppe nazionali | Coppe continentali | Coppe continentali | Coppe continentali | Altre coppe | Altre coppe | Altre coppe | Totale | Totale | Totale |
| Stagione                | Squadra                 | Comp                    | Pres       | Reti       | Comp            | Pres            | Reti            | Comp               | Pres               | Reti               | Comp        | Pres        | Reti        | Pres   | Reti   |        |
| ----------------------- | ----------------------- | ----------------------- | ---------- | ---------- | --------------- | --------------- | --------------- | ------------------ | ------------------ | ------------------ | ----------- | ----------- | ----------- | ------ | ------ | ------ |
| 2020-2021               | Newcastle United        | PL                      | 1          | 0          | FACup+CdL       | 1+0             | 0               | -                  | -                  | -                  | -           | -           | -           | 2      | 0      |        |
| 2021-gen. 2022          | Newcastle United        | PL                      | 0          | 0          | FACup+CdL       | 0+0             | 0               | -                  | -                  | -                  | -           | -           | -           | 0      | 0      |        |
| gen.-giu. 2022          | Bristol Rovers          | FL2                     | 21         | 8          | FACup+CdL       | -               | -               | -                  | -                  | -                  | EFLT        | -           | -           | 21     | 8      |        |
| 2022-2023               | Newcastle United        | PL                      | 6          | 0          | FACup+CdL       | 0+1             | 0               | -                  | -                  | -                  | -           | -           | -           | 7      | 0      |        |
| Totale Newcastle United | Totale Newcastle United | Totale Newcastle United | 7          | 0          |                 | 2               | 0               |                    | -                  | -                  |             | -           | -           | 9      | 0      |        |
| Totale carriera         | Totale carriera         | Totale carriera         | 28         | 8          |                 | 2               | 0               |                    | -                  | -                  |             | -           | -           | 30     | 8      |        |

### Cronologia presenze e reti in nazionale
| Cronologia completa delle presenze e delle reti in nazionale ― Scozia under 21 | Cronologia completa delle presenze e delle reti in nazionale ― Scozia under 21 | Cronologia completa delle presenze e delle reti in nazionale ― Scozia under 21 | Cronologia completa delle presenze e delle reti in nazionale ― Scozia under 21 | Cronologia completa delle presenze e delle reti in nazionale ― Scozia under 21 | Cronologia completa delle presenze e delle reti in nazionale ― Scozia under 21 | Cronologia completa delle presenze e delle reti in nazionale ― Scozia under 21 | Cronologia completa delle presenze e delle reti in nazionale ― Scozia under 21 |
| Data                                                                           | Città                                                                          | In casa                                                                        | Risultato                                                                      | Ospiti                                                                         | Competizione                                                                   | Reti                                                                           | Note                                                                           |
| ------------------------------------------------------------------------------ | ------------------------------------------------------------------------------ | ------------------------------------------------------------------------------ | ------------------------------------------------------------------------------ | ------------------------------------------------------------------------------ | ------------------------------------------------------------------------------ | ------------------------------------------------------------------------------ | ------------------------------------------------------------------------------ |
| 5-6-2022                                                                       | Sint-Truiden                                                                   | Belgio under 21                                                                | 0 – 0                                                                          | Scozia under 21                                                                | Qual. Europeo Under-21 2023                                                    | -                                                                              |                                                                                |
| Totale                                                                         |                                                                                | Presenze                                                                       | 1                                                                              |                                                                                | Reti                                                                           | 0                                                                              |                                                                                |

## Palmarès

### Nazionale
- Campionato d'Europa Under-21: 1

Slovacchia 2025